# Василівська сільська рада (Болградський район)
Васи́лівська сільська́ ра́да — орган місцевого самоврядування в Болградському районі Одеської області. Василівська сільська рада утворена в 1944 році.

## Склад ради
Рада складається з 26 депутатів та голови.
- Голова ради: Бойчев Петро Дмитрович
- Секретар ради: Дімова Валентина Іванівна

### Керівний склад попередніх скликань
| Прізвище, ім'я, по батькові | Основні відомості                                                             | Дата обрання | Дата звільнення |
| --------------------------- | ----------------------------------------------------------------------------- | ------------ | --------------- |
| Шушулков Микола Іванович    | Сільський голова, 1949 року народження, член Народної партії                  | 26.03.2006   | 31.10.2010      |
| Бойчев Петро Дмитрович      | Сільський голова, 1958 року народження, освіта незакінчена вища, безпартійний | 31.10.2010   |                 |

Примітка: таблиця складена за даними сайту Верховної Ради України

### Депутати
За результатами місцевих виборів 2010 року депутатами ради стали:

#### За суб'єктами висування
| Суб'єкт висування                                       | Кількість обраних депутатів | %    |
| ------------------------------------------------------- | --------------------------- | ---- |
| Партія регіонів                                         | 17                          | 65,4 |
| Самовисування                                           | 5                           | 19,2 |
| Народна партія                                          | 3                           | 11,5 |
| Політична партія Всеукраїнське об'єднання «Батьківщина» | 1                           | 3,8  |

#### За округами
| № округу                                                | Прізвище, ім'я, по батькові | Дата визнання обраним | Освіта             | Партійна приналежність | Відомості про обраного депутата                      |
| ------------------------------------------------------- | --------------------------- | --------------------- | ------------------ | ---------------------- | ---------------------------------------------------- |
| Народна Партія                                          |                             |                       |                    |                        |                                                      |
| 8                                                       | Ібришим Сергій Васильович   | 08.11.2010            | вища               | член Народної партії   | приватне підприємство «Сонячний Лан», бригадир       |
| 15                                                      | Каражова Лариса Миколаївна  | 08.11.2010            | вища               | член Народної партії   | дитячий садок, завідувачка                           |
| 23                                                      | Томев Сергій Перович        | 08.11.2010            | середня            | позапартійний          | СПД «Томев», керівник                                |
| Партія регіонів                                         |                             |                       |                    |                        |                                                      |
| 2                                                       | Нетков Іван Кирилович       | 08.11.2010            | середня            | член Партії регіонів   | приватний підприємець                                |
| 3                                                       | Узун Михайло Михайлович     | 08.11.2010            | середня            | член Партії регіонів   | приватний підприємець                                |
| 4                                                       | Проданова Олена Іллівна     | 08.11.2010            | вища               | член Партії регіонів   | Василівська загальноосвітня школа, вчитель           |
| 5                                                       | Гажев Віталій Іванович      | 08.11.2010            | вища               | член Партії регіонів   | Василівська загальноосвітня школа, вчитель           |
| 6                                                       | Шушулкова Олена Савеліївна  | 08.11.2010            | середня спеціальна | член Партії регіонів   | Василівська загальноосвітня школа, медична сестра    |
| 7                                                       | Вельчев Микола Степанович   | 08.11.2010            | вища               | позапартійний          | Свято — Іллівська церква, настоятель                 |
| 10                                                      | Кунєв Михайло Васильович    | 08.11.2010            | середня спеціальна | член Партії регіонів   | пенсіонер                                            |
| 13                                                      | Томєв Микола Іванович       | 08.11.2010            | середня            | член Партії регіонів   | Василівська загальноосвітня школа, охоронець         |
| 14                                                      | Гержик Микола Іванович      | 08.11.2010            | вища               | член Партії регіонів   | Василівська загальноосвітня школа, вчитель           |
| 16                                                      | Гержик Іван Миколайович     | 08.11.2010            | вища               | член Партії регіонів   | приватне підприємство «Сонячний Лан», механік        |
| 17                                                      | Маринов Степан Васильович   | 08.11.2010            | середня спеціальна | член Партії регіонів   | тимчасово не працює                                  |
| 18                                                      | Кунева Віра Костянтинівна   | 08.11.2010            | середня спеціальна | член Партії регіонів   | будинок культури, директор                           |
| 19                                                      | Кіосе Оксана Миколаївна     | 08.11.2010            | вища               | член Партії регіонів   | Василівська загальноосвітня школа, вчитель           |
| 20                                                      | Чернєва Тетяна Миколаївна   | 08.11.2010            | середня спеціальна | член Партії регіонів   | приватне підприємство «Агрокапітолія», виноградар    |
| 21                                                      | Дімова Валентина Іванівна   | 08.11.2010            | середня спеціальна | член Партії регіонів   | сільська рада, секретар                              |
| 24                                                      | Узун Василь Дмитрович       | 08.11.2010            | середня            | член Партії регіонів   | приватне підприємство «Юность», керівник             |
| 26                                                      | Карлангач Галина Іванівна   | 08.11.2010            | середня спеціальна | член Партії регіонів   | приватний підприємець «Пельтек», продавець           |
| Політична партія Всеукраїнське об'єднання «Батьківщина» |                             |                       |                    |                        |                                                      |
| 11                                                      | Кулибченко Микола Борисович | 08.11.2010            | середня спеціальна | позапартійний          | Болградське управління водного господарства, механік |
| Самовисування                                           |                             |                       |                    |                        |                                                      |
| 1                                                       | Кунєва Катерина Дмитрівна   | 08.11.2010            | середня            | позапартійна           | сільська рада, начальник військово-облікового столу  |
| 9                                                       | Михайлов Анатолій Дмитрович | 08.11.2010            | середня            | позапартійний          | приватне підприємство «Михайлов», керівник           |
| 12                                                      | Плачкова Альона Миколаївна  | 08.11.2010            | вища               | позапартійна           | сільська рада, соціальний інспектор                  |
| 22                                                      | Гажев Петро Геогійович      | 08.11.2010            | вища               | позапартійний          | тимчасово не працює                                  |
| 25                                                      | Михайлов Василь Дмитрович   | 08.11.2010            | середня            | позапартійний          | приватний підприємець                                |